# Monts des Koriaks
Pour les articles homonymes, voir Koryak.
Les monts des Koriaks (en russe : Корякское нагорье, en caractères romans Koryakskoïe Nagor’ye ) sont une chaîne de montagnes de la Sibérie orientale, en Russie, située au sud du fleuve Anadyr, et au nord-est de la péninsule du Kamtchatka. Les rivières Main et Velikaya prennent leurs sources dans cette chaîne. Le point culminant est le Ledianaïa avec une altitude de 2 562 m.

## Géographie

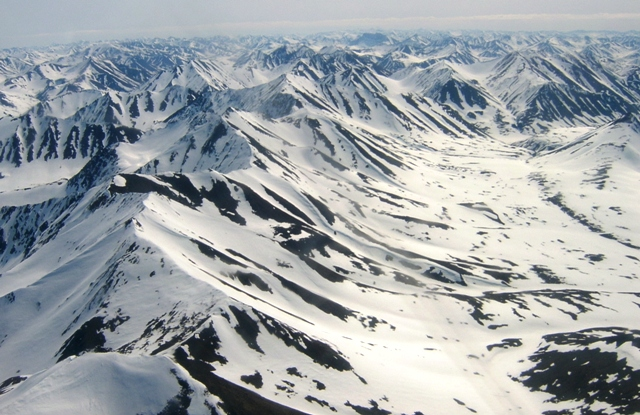
Vue aérienne des monts des Koriaks.

L'altitude moyenne se situe entre 1 000 et 1 500 m ; quelques pics dépassent les 1 800 m. Toutes les chaînes de montagnes subalternes sont fortement découpées, et les crêtes les plus hautes des zones centrales de la chaîne ont un caractère alpin, tandis que des traces de la glaciation du Quaternaire sont partout présentes. Dans les montagnes, une période glaciaire récente a assuré le développement de glaciers ; au-dessus de 650 m certains ont une taille pouvant aller jusqu'à 216 km2. La plupart des glaciers de vallées et de cirques sont situés dans les chaînes côtières. Ils sont relativement petits (pas plus de 3 ou 4 km2), bien que les langues des glaciers s'étirent assez loin en aval. La ligne des neiges éternelles se trouve principalement entre 1 200 et 1 700 m d'altitude, mais descend parfois dans l'Est jusqu'à 600 m, voire 500. Tous les glaciers sont maintenant en phase de retrait.

## Géologie
Ces montagnes définissent une ceinture de plissement dont la formation est expliquée par l'accumulation d'une série de terranes exotiques le long de la marge passive d'une plaque convergente active durant le Mésozoïque supérieur et le Cénozoïque précoce.
Des gisements d'ophiolites sont présents dans ces montagnes, intéressant de nombreux géologues.